# Gonzalo Payo
Gonzalo Payo Subiza ([ɡõnˈθalo ˈpaʝo suˈβiθa]) est un homme politique espagnol de centre droit, né le 10 janvier 1931 à Pulgar et mort le 13 août 2002 à Tolède.

## Formation et débuts professionnels
Gonzalo Payo Subiza naît le 10 janvier 1931 à Pulgar, un village de la province de Tolède.
Il obtient une licence en mathématiques de l'université de Saragosse en 1958. Devenu ingénieur géographe en 1964, il est nommé la même année directeur de l'Observatoire géophysique central de Tolède, en raison de ses travaux en sismologie.

## Engagement politique
Initialement indépendant de l'Union du centre démocratique (UCD) d'Adolfo Suárez mais proche de Rafael Arias-Salgado, il est élu député de Tolède au Congrès des députés au cours des élections constituantes du 15 juin 1977, puis il adhère au parti et en devient le secrétaire provincial. Deuxième de la liste UCD pour les élections municipales du 3 avril 1979 à Tolède, il remporte un mandat local qui lui permet d'intégrer la députation provinciale. Il en prend la présidence le 26 avril.
À la suite de la démission d'Antonio Fernández-Galiano, Gonzalo Payo est élu le 1er février 1982 président de la Junte des communautés de Castille-La Manche par 32 voix sur 35 par l'assemblée plénière. Il l'emporte avec le soutien du Parti socialiste ouvrier espagnol, qui indique voter en sa faveur puisque l'UCD bénéficie de 27 délégués sur les 40 qui constituent l'assemblée et que les deux formations ont conclu un pacte ensemble. Le parti centriste ayant subi une véritable déroute aux élections générales anticipées du 28 octobre suivant, il annonce vouloir quitter ses fonctions, qui sont reprises le 25 décembre par le socialiste Jesús Fuentes Lázaro.
Il se retire ensuite de la vie politique, tout en militant un temps au sein du Centre démocratique et social (CDS). Il y fait son retour en 1995, lorsqu'il postule aux élections régionales du 28 juin en deuxième position sur la liste du Parti populaire dans la circonscription de Tolède. Après le scrutin, il devient le porte-parole de son groupe parlementaire. Réélu député régional aux élections du 13 juin 1999, à la 5e place sur la liste de Tolède, il remet sa démission le 12 août 2002.

## Auteur
Il publie au cours de sa vie plus de soixante travaux de recherche, ainsi que trois recueils de poésie : Ensueños en 1952, Debajo de silencio en 1952, et Poemas de amor y muerte en 1992. Il a également écrit plusieurs nouvelles, dont La escala de Ritcher en 1987, finaliste du prix Planeta.

## Vie privée
Il est marié et père de quatre enfants.
Gonzalo Payo Subiza meurt le 13 août 2002 à Tolède, des suites d'une longue maladie. Il avait été décoré au cours de l'année de la Médaille d'Or de Castille-La Manche, la plus haute distinction de la communauté autonome. Lors de la remise de la décoration le 31 mai, il n'avait pu s'y rendre du fait de son état de santé et le président de la Junte des communautés José Bono l'avait transmise à son fils. Il avait qualifié Payo comme « un homme en capacité de dialogue et d'entente ».

## Note
1. ↑  Titulaire à titre transitoire, en attendant l'adoption du statut d'autonomie, puis la tenue des élections parlementaires du 8 mai 1983.
2. ↑  Prononciation en espagnol d'Espagne retranscrite selon la norme API.